# Being Human
Being Human és una sèrie de televisió britànica. Va ser creada i escrita per Toby Whithouse i es va emetre a la BBC Three.
Being Human consta de cinc temporades, d'entre sis i vuit episodis cascuna. A la Gran Bretanya, la sèrie es va començar a emetre el 25 de gener de 2009, tot i que abans ja s'havia fet el pilot, i va finalitzar el 10 de març de 2013.
A Catalunya, la seva estrena estava prevista pel 18 de setembre de 2012 al Canal 3XL. A causa del tancament d'aquest canal, es va anul·lar l'emissió i es va posposar fins a una data sense determinar en un altre canal de televisió de Catalunya. Es va emetre al Canal 33.

## Temporades
| Temporada | Temporada | Episodis | Duració al Regne Unit                      | Duració a Catalunya                         | Duració a Catalunya |
| --------- | --------- | -------- | ------------------------------------------ | ------------------------------------------- | ------------------- |
|           | Pilot     | 1        | 18 de febrer de 2008                       | -                                           |                     |
|           | 1         | 6        | 25 de gener de 2009 - 1 de març de 2009    | 15 de juliol de 2013 - 24 de juliol de 2013 |                     |
|           | 2         | 8        | 10 de gener de 2010 - 28 de febrer de 2010 | 25 de juliol de 2013 - 3 d'agost de 2013    |                     |
|           | 3         | 8        | 23 de gener de 2011 - 13 de març de 2011   | ? - ?                                       |                     |
|           | 4         | 8        | 5 de febrer de 2012 - 25 de març de 2012   | ? - ?                                       |                     |
|           | 5         | 6        | 3 de febrer de 2013 - 10 de març de 2013   | ? - ?                                       |                     |

## Llista d'episodis

### Pilot
| # | # | Títol en català | Guionista      | Director       | Data d'estrena al Regne Unit | Data d'estrena a Catalunya |
| - | 1 | Pilot           | Toby Whithouse | Declan O'Dwyer | 18 de febrer de 2008         | -                          |
|   |   |                 |                |                |                              |                            |
|   |   |                 |                |                |                              |                            |

### Primera temporada
| # | # | Títol en català                  | Guionista      | Director     | Data d'estrena al Regne Unit | Data d'estrena a Catalunya |
| 1 | 1 | L'escòria                        | Toby Whithouse | Toby Haynes  | 25 de gener de 2009          | 15 de juliol de 2013       |
|   |   |                                  |                |              |                              |                            |
|   |   |                                  |                |              |                              |                            |
| 2 | 2 | En Tully                         | Toby Whithouse | Toby Haynes  | 1 de febrer de 2009          | 17 de juliol de 2013       |
|   |   |                                  |                |              |                              |                            |
|   |   |                                  |                |              |                              |                            |
| 3 | 3 | Ciutat fantasma                  | Rachel Anthony | Alex Pillai  | 8 de febrer de 2009          | 18 de juliol de 2013       |
|   |   |                                  |                |              |                              |                            |
|   |   |                                  |                |              |                              |                            |
| 4 | 4 | Un altre bon embolic             | Brian Dooley   | Alex Pillai  | 15 de febrer de 2009         | 22 de juliol de 2013       |
|   |   |                                  |                |              |                              |                            |
|   |   |                                  |                |              |                              |                            |
| 5 | 5 | On hi ha les autèntiques bèsties | Toby Whithouse | Colin Teague | 22 de febrer de 2009         | 23 de juliol de 2013       |
|   |   |                                  |                |              |                              |                            |
|   |   |                                  |                |              |                              |                            |
| 6 | 6 | Mala lluna                       | Toby Whithouse | Colin Teague | 1 de març de 2009            | 24 de juliol de 2013       |
|   |   |                                  |                |              |                              |                            |
|   |   |                                  |                |              |                              |                            |

### Segona temporada
| #  | # | Títol en català                    | Guionista       | Director       | Data d'estrena al Regne Unit | Data d'estrena a Catalunya |
| 7  | 1 | Cura i contagi                     | Toby Whithouse  | Colin Teague   | 10 de gener de 2010          | 25 de juliol de 2013       |
|    |   |                                    |                 |                |                              |                            |
|    |   |                                    |                 |                |                              |                            |
| 8  | 2 | Serveix Déu, estima'm i milloraràs | Toby Whithouse  | Toby Haynes    | 17 de gener de 2010          | 26 de juliol de 2013       |
|    |   |                                    |                 |                |                              |                            |
|    |   |                                    |                 |                |                              |                            |
| 9  | 3 | Visca el rei!                      | Lucy Catherine  | Colin Teague   | 24 de gener de 2010          | 27 de juliol de 2013       |
|    |   |                                    |                 |                |                              |                            |
|    |   |                                    |                 |                |                              |                            |
| 10 | 4 | Escola de monstres                 | Jamie Mathieson | Kenny Glenaan  | 31 de gener de 2010          | 28 de juliol de 2013       |
|    |   |                                    |                 |                |                              |                            |
|    |   |                                    |                 |                |                              |                            |
| 11 | 5 | El mirall                          | Tony Basgallop  | Kenny Glenaan  | 7 de febrer de 2010          | 29 de juliol de 2013       |
|    |   |                                    |                 |                |                              |                            |
|    |   |                                    |                 |                |                              |                            |
| 12 | 6 | L'endemà                           | Lisa McGee      | Charles Martin | 14 de febrer de 2010         | 31 de juliol de 2013       |
|    |   |                                    |                 |                |                              |                            |
|    |   |                                    |                 |                |                              |                            |
| 13 | 7 | Danys                              | Toby Whithouse  | Charles Martin | 21 de febrer de 2010         | 1 d'agost de 2013          |
|    |   |                                    |                 |                |                              |                            |
|    |   |                                    |                 |                |                              |                            |
| 14 | 8 | Tots els fills de Déu              | Toby Whithouse  | Charles Martin | 28 de febrer de 2010         | 3 d'agost de 2013          |
|    |   |                                    |                 |                |                              |                            |
|    |   |                                    |                 |                |                              |                            |

### Tercera temporada
| #  | # | Títol en català | Guionista       | Director      | Data d'estrena al Regne Unit | Data d'estrena a Catalunya |
| 15 | 1 |                 | Toby Whithouse  | Colin Teague  | 23 de gener de 2011          | ?                          |
|    |   |                 |                 |               |                              |                            |
|    |   |                 |                 |               |                              |                            |
| 16 | 2 |                 | Brian Dooley    | Colin Teague  | 30 de gener de 2011          | ?                          |
|    |   |                 |                 |               |                              |                            |
|    |   |                 |                 |               |                              |                            |
| 17 | 3 |                 | Jamie Mathieson | Philip John   | 6 de febrer de 2011          | ?                          |
|    |   |                 |                 |               |                              |                            |
|    |   |                 |                 |               |                              |                            |
| 18 | 4 |                 | John Jackson    | Colin Teague  | 13 de febrer de 2011         | ?                          |
|    |   |                 |                 |               |                              |                            |
|    |   |                 |                 |               |                              |                            |
| 19 | 5 |                 | Sarah Phelps    | Philip John   | 20 de febrer de 2011         | ?                          |
|    |   |                 |                 |               |                              |                            |
|    |   |                 |                 |               |                              |                            |
| 20 | 6 |                 | Lisa McGee      | Philip John   | 27 de febrer de 2011         | ?                          |
|    |   |                 |                 |               |                              |                            |
|    |   |                 |                 |               |                              |                            |
| 21 | 7 |                 | Toby Whithouse[ | Daniel O'Hara | 6 de març de 2011            | ?                          |
|    |   |                 |                 |               |                              |                            |
|    |   |                 |                 |               |                              |                            |
| 22 | 8 |                 | Toby Whithouse[ | Daniel O'Hara | 13 de març de 2011           | ?                          |
|    |   |                 |                 |               |                              |                            |
|    |   |                 |                 |               |                              |                            |

### Quarta temporada
| #  | # | Títol en català | Guionista       | Director      | Data d'estrena al Regne Unit | Data d'estrena a Catalunya |
| 23 | 1 |                 | Toby Whithouse  | Philip John   | 5 de febrer de 2012          | ?                          |
|    |   |                 |                 |               |                              |                            |
|    |   |                 |                 |               |                              |                            |
| 24 | 2 |                 | Lisa McGee      | Philip John   | 12 de febrer de 2012         | ?                          |
|    |   |                 |                 |               |                              |                            |
|    |   |                 |                 |               |                              |                            |
| 25 | 3 |                 | Jamie Mathieson | Philip John   | 19 de febrer de 2012         | ?                          |
|    |   |                 |                 |               |                              |                            |
|    |   |                 |                 |               |                              |                            |
| 26 | 4 |                 | Tom Grieves     | Daniel O'Hara | 26 de febrer de 2012         | ?                          |
|    |   |                 |                 |               |                              |                            |
|    |   |                 |                 |               |                              |                            |
| 27 | 5 |                 | Tom Grieves     | Philip John   | 4 de març de 2012            | ?                          |
|    |   |                 |                 |               |                              |                            |
|    |   |                 |                 |               |                              |                            |
| 28 | 6 |                 | John Jackson    | Daniel O'Hara | 11 de març de 2012           | ?                          |
|    |   |                 |                 |               |                              |                            |
|    |   |                 |                 |               |                              |                            |
| 29 | 7 |                 | Toby Whithouse  | Daniel O'Hara | 18 de març de 2012           | ?                          |
|    |   |                 |                 |               |                              |                            |
|    |   |                 |                 |               |                              |                            |
| 30 | 8 |                 | Toby Whithouse  | Philip John   | 25 de març de 2012           | ?                          |
|    |   |                 |                 |               |                              |                            |
|    |   |                 |                 |               |                              |                            |

### Cinquena temporada
| #  | # | Títol en català | Guionista       | Director      | Data d'estrena al Regne Unit | Data d'estrena a Catalunya |
| 32 | 1 |                 | Toby Whithouse  | Philip John   | 3 de febrer de 2013          | ?                          |
|    |   |                 |                 |               |                              |                            |
|    |   |                 |                 |               |                              |                            |
| 33 | 2 |                 | Daragh Carville | Philip John   | 10 de febrer de 2013         | ?                          |
|    |   |                 |                 |               |                              |                            |
|    |   |                 |                 |               |                              |                            |
| 34 | 3 |                 | Jamie Mathieson | Philip John   | 17 de febrer de 2013         | ?                          |
|    |   |                 |                 |               |                              |                            |
|    |   |                 |                 |               |                              |                            |
| 35 | 4 |                 | John Jackson    | Daniel O'Hara | 24 de febrer de 2013         | ?                          |
|    |   |                 |                 |               |                              |                            |
|    |   |                 |                 |               |                              |                            |
| 36 | 5 |                 | Sarah Dollard   | Daniel O'Hara | 3 de març de 2013            | ?                          |
|    |   |                 |                 |               |                              |                            |
|    |   |                 |                 |               |                              |                            |
| 37 | 6 |                 | Toby Whithouse  | Daniel O'Hara | 10 de març de 2013           | ?                          |
|    |   |                 |                 |               |                              |                            |
|    |   |                 |                 |               |                              |                            |